# Brohl-Lützing

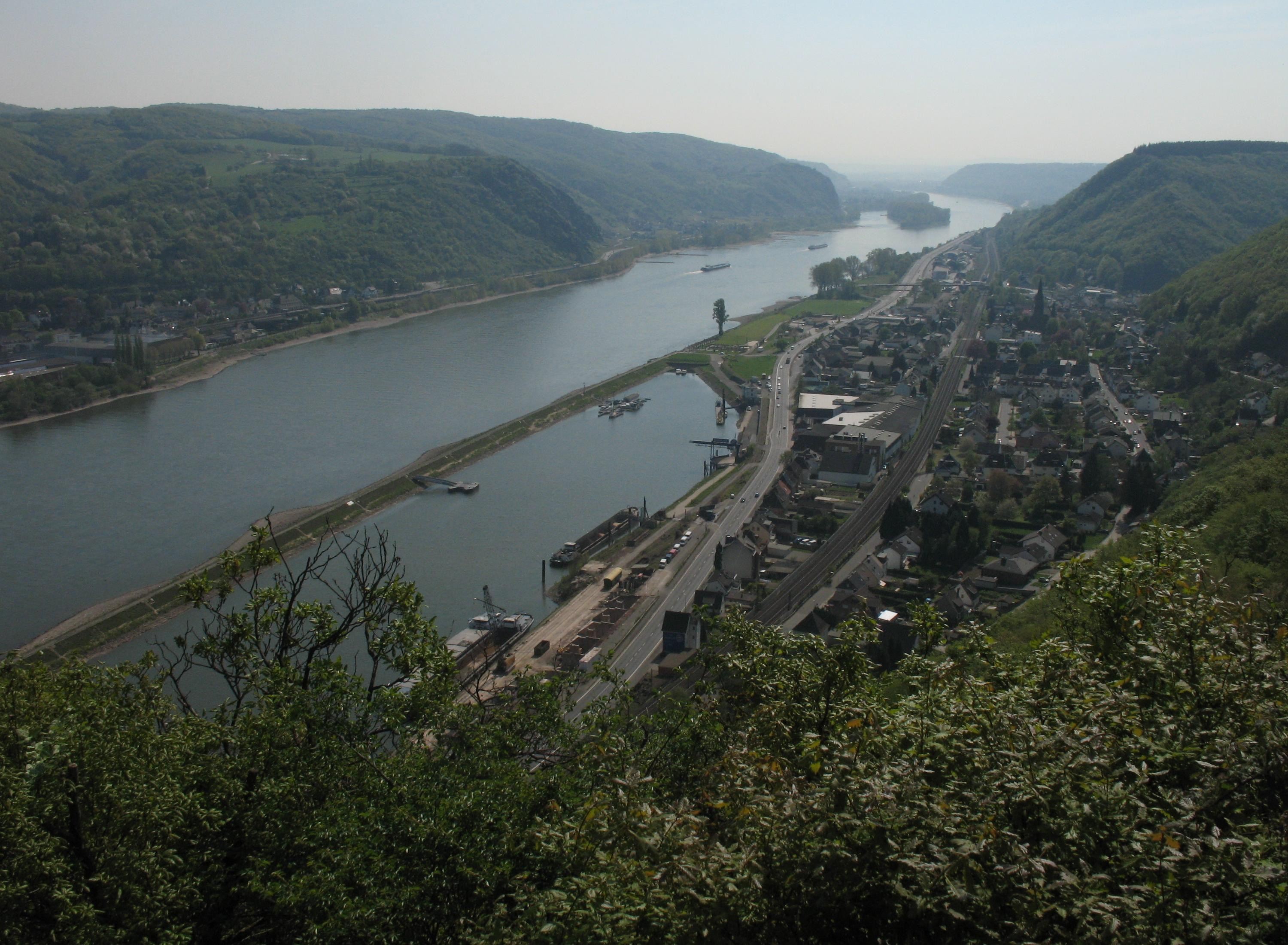
Brohl-Lützing

Brohl-Lützing – miejscowość i gmina w Niemczech, w kraju związkowym Nadrenia-Palatynat, w powiecie Ahrweiler, wchodzi w skład gminy związkowej Bad Breisig.